# Libra egípcia

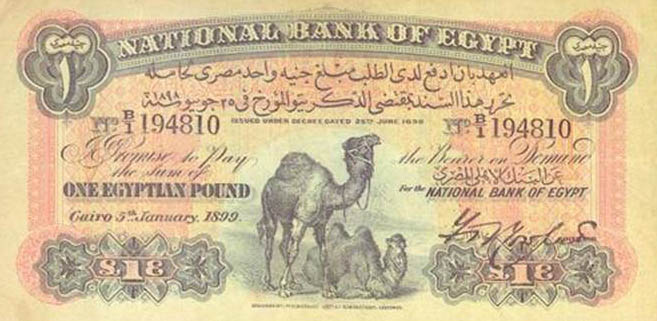
Antiga nota de 1 libra, emitida em 1898.

A libra egípcia é a moeda oficial do Egito. Desde 1834 a está em circulação no país.
Os valores faciais das moedas egípcias atuais são: 5 piastras (bronze), 10 piastras (níquel), 20 piastras (níquel), 25 piastras (moeda furada/níquel), 50 piastras (níquel) e 1 libra (moeda bimetálica). Muitos são os lugares e personagens cunhados nessas moedas. A de 5 piastras, por exemplo, mostra as Pirâmides de Gizé. A de 10 piastras, apresenta a imagem da mesquita de Mohamed Ali, localizada no Cairo, capital do Egito. Já a de 50 piastras mostra Cleópatra, enquanto na bimetálica é possível ver a famosa máscara mortuária de Tutancamon.
As cédulas mostram outras personagens e outros lugares. Os valores faciais das cédulas egípcias são: 1 libra, 5 libras, 10 libras, 20 libras, 50 libras , 100 libras e 200 libras esta última mostrando a Mesquita de Amir Akhur Qanibay . Todas elas são muito ricas em detalhes e cores, e a predominância da língua é o árabe, que divide espaço com o inglês, decorrente da colonização britânica.